# Франказаль
Франказа́ль (фр. Francazal, окс. Hranccasau) — коммуна во Франции, находится в регионе Юг — Пиренеи. Департамент — Верхняя Гаронна. Входит в состав кантона Сали-дю-Салат. Округ коммуны — Сен-Годенс.
Код INSEE коммуны — 31195.

## География

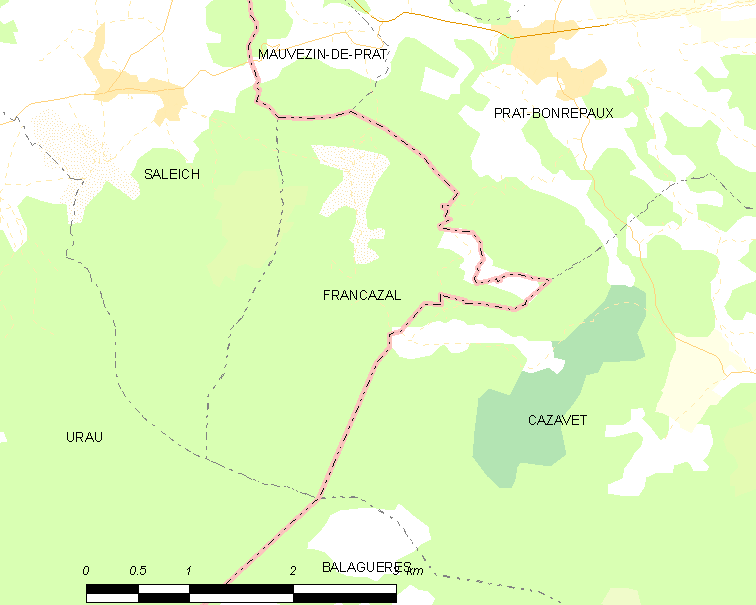
Карта коммуны

Коммуна расположена приблизительно в 660 км к югу от Парижа, в 75 км к юго-западу от Тулузы.
Большую часть территории коммуны занимают леса.

## Климат
Климат умеренно-океанический. Зима мягкая и снежная, весна характеризуется сильными дождями и грозами, лето сухое и жаркое, осень солнечная. Преобладают сильные юго-восточные и северо-западные ветры.

## Население
Население коммуны на 2010 год составляло 20 человек.
| 1962 | 1968 | 1975 | 1982 | 1990 | 1999 | 2010 |
| ---- | ---- | ---- | ---- | ---- | ---- | ---- |
| 23   | 16   | 5    | 10   | 19   | 16   | 20   |

## Администрация
| Период | Период | Фамилия      | Партия | Примечания |
| ------ | ------ | ------------ | ------ | ---------- |
| 2001   | 2008   | Клод Эстадьё |        |            |
| 2008   | 2020   | Жан-Пьер Мар |        |            |

## Экономика
В 2010 году среди 13 человек трудоспособного возраста (15—64 лет) 9 были экономически активными, 4 — неактивными (показатель активности — 69,2 %, в 1999 году было 70,0 %). Из 9 активных жителей работали 9 человек (5 мужчин и 4 женщины), безработных не было. Среди 4 неактивных 1 человек был учеником или студентом, 2 — пенсионерами, 1 был неактивным по другим причинам.

## Достопримечательности
- Церковь Св. Иакова